# 시청로 (파주시)
시청로(Sicheong-ro)는 파주시 금촌동 금촌로터리에서 파주시 금촌동를 잇는 도로이다.

## 주요 경유지
경기도
- 파주시 (금촌동)

## 노선
| 이름            | 접속 노선                 | 소재지        | 소재지        | 비고          |
| 번영로와 직결   | 번영로와 직결             | 번영로와 직결 | 번영로와 직결 | 번영로와 직결 |
| --------------- | ------------------------- | ------------- | ------------- | ------------- |
| 금촌로터리      | 평화로                    | 파주시        | 금촌동        |               |
| 시청앞사거리    | 지방도 제363호선 (중앙로) | 파주시        | 금촌동        |               |
| 아동사거리      | 새꽃로                    | 파주시        | 금촌동        |               |
| (이름없음)      | 지방도 제360호선 (평화로) | 파주시        | 금촌동        |               |
| 아리랑로와 직결 |                           |               |               |               |

## 주요 시설및 건물
- 세븐일레븐 파주시청로점 (시청로 15/금촌동 765-24)
- 도미노피자 금촌점 (시청로 21/금촌동 765-21)
- 파주시청 (시청로 50/아동동 215-1)
- 파주시청별관 (시청로 51/아동동 344-3)
- 파주시의회 (시청로 66/아동동 216)
- 이마트에브리데이 파주팜스점 (시청로 188/아동동 275-25)
- 파리바게뜨 파주팜스점 (시청로 188/아동동 275-25)
- 현대자동차 블루핸즈 금촌북부점 (시청로 229/금촌동 424-107)
- S-OIL LPG충전소 (시청로 302/야동동 94-18)